# 安中
安中（あんなか）は、群馬県安中市の地名。安中と安中一丁目から安中五丁目まである。郵便番号は379-0116。面積は7.04km2(2010年現在)

## 地理
碓氷川と九十九川の合流地点であり、両側に挟まれた舌状台地上に位置している。

### 河川
- 碓氷川
- 九十九川

## 歴史

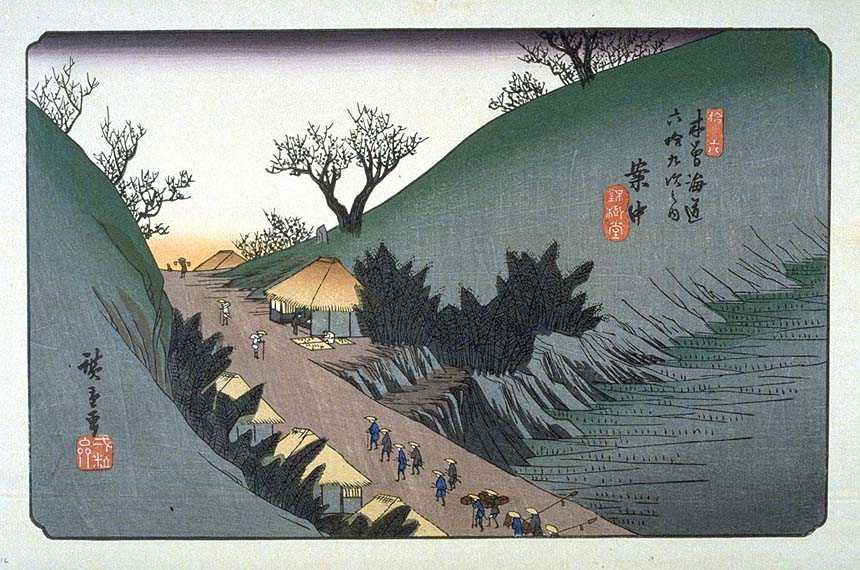
安中宿

戦国時代頃からある地名である。江戸時代になると「安中宿」となり、安中藩だった。
明治5年に旧邸を合併し、明治12年には下野尻村、谷津村、常木村を合併した。

### 年表
- 1889年4月1日 町村制施行に伴い、碓氷郡安中宿は中宿村・小俣村・高別当（こうべっとう）村・古屋村と合併し、安中町が成立した。そのため安中町安中となる。
- 1958年11月1日 市制施行により、安中町は安中市となる。そのため安中市安中となる。
- 1973年 一部が安中1-5丁目となる。また、高別当、原市の各一部を合併し、1-5丁目の一部とする。

### 地名
戦国時代に安中忠政が当地に築城する際に、自らの姓をとって安中城としたのが始まりといわれている。
明治12年の合併以前から安中宿、下野尻村、谷津村、常木村を「安中」と総称するようになっていた。

## 世帯数と人口
2017年（平成29年）7月31日現在の世帯数と人口は以下の通りである。
| 大字・丁目 | 世帯数    | 人口    |
| ---------- | --------- | ------- |
| 安中       | 1,028世帯 | 2,576人 |
| 安中1丁目  | 560世帯   | 1,284人 |
| 安中2丁目  | 376世帯   | 907人   |
| 安中3丁目  | 565世帯   | 1,254人 |
| 安中4丁目  | 249世帯   | 620人   |
| 安中5丁目  | 379世帯   | 812人   |
| 計         | 3,157世帯 | 7,453人 |

## 教育

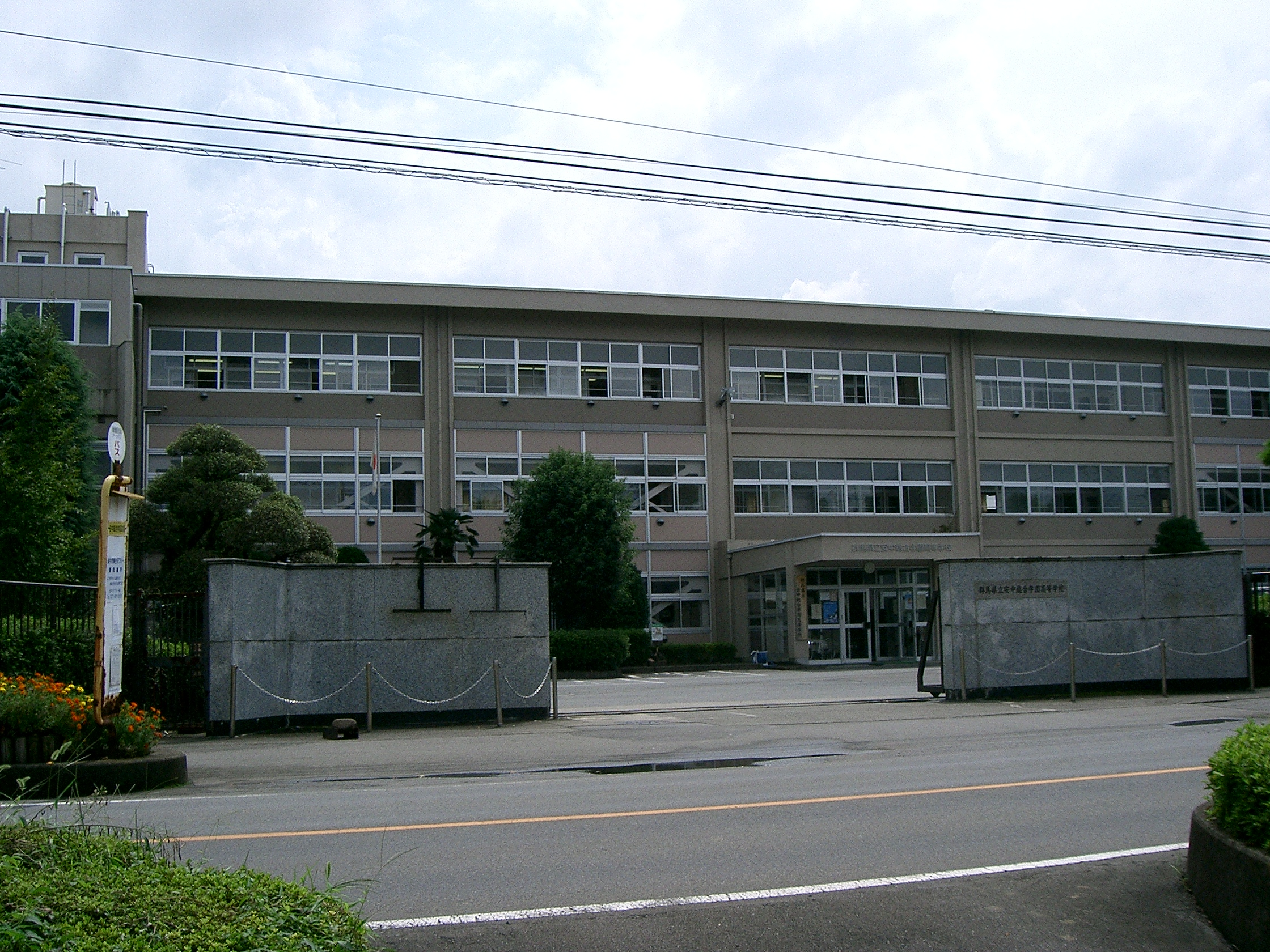
群馬県立安中総合学園高等学校

市立小・中学校に通う場合、学区は以下の通りとなる。
| 番地 | 小学校             | 中学校             |
| ---- | ------------------ | ------------------ |
| 全域 | 安中市立安中小学校 | 安中市立第一中学校 |

高等学校の群馬県立安中総合学園高等学校が町内になる。

## 交通

### 鉄道
同町に鉄道駅はない。

### 道路
国道は国道18号安中バイパスが、県道は群馬県道48号下仁田安中倉渕線、群馬県道125号一本木平小井戸安中線、群馬県道132号下里見安中線、群馬県道211号安中榛名湖線、群馬県道212号安中富岡線、群馬県道214号磯部停車場上野尻線が通っている。

## 施設

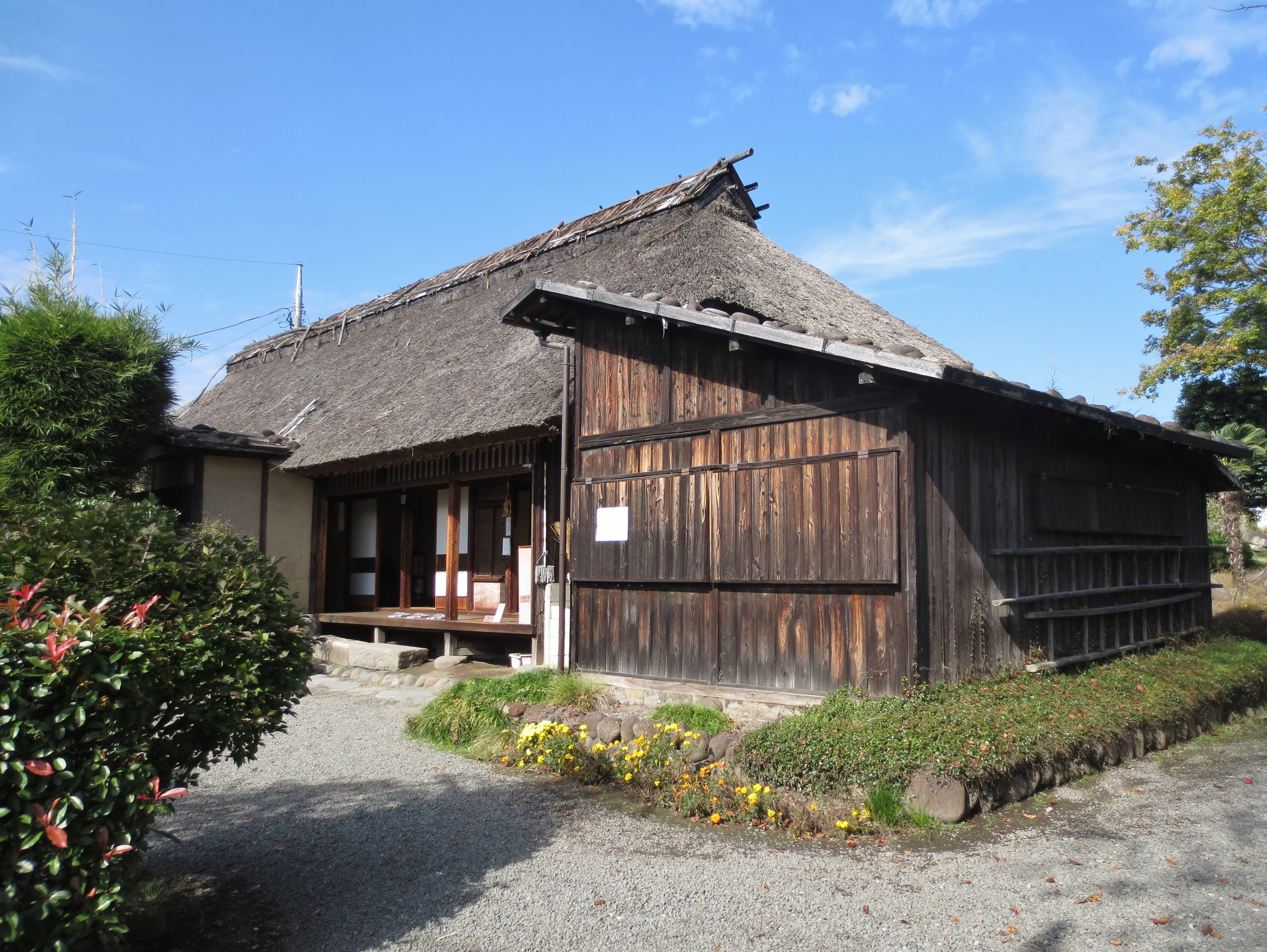
新島襄旧宅

- 安中市役所
- 安中市役所谷津庁舎
- 安中市立安中小学校
- 安中市立第一中学校
- 群馬県立安中総合学園高等学校
- 新島襄旧宅

## 避難所
指定緊急避難場所
- 下野尻公会堂（正龍寺境内）[7]
- 伝馬町公民館
- うんどう遊園
- 谷津児童公園
- 谷津公会堂 (河川が近い。)
- 新邸公会堂 (避難スペースが狭小である。)
- 上野尻第一公会堂
- 上野尻第二公会堂
- 小間公民館 (河川に挟まれていて、水害時の避難には注意が必要とされている。)
- 藤山団地南側公園 (北側の公園は山が近いため不適合。水害時の避難には注意が必要とされている。)
- 米山公民館 (南側に斜面があり、土砂災害時の避難には注意が必要とされている。)

指定避難所
- 安中小学校体育館[8]

対象地区:安中3～4区のうち、碓氷川より北側の区域
- 第一中学校体育館

対象地区:安中2-2区
- 安中公民館

対象地区:安中3～5区のうち、碓氷川より南側の区域
- 文化センター

対象地区:安中6区・8区
- 安中市光陽館

対象地区:安中2区
- 安中体育館

対象地区:安中4区・5区・9区
- 米山体育館

対象地区:安中8区・9区・10区・12区
- 安中総合学園高等学校体育館

対象地区:安中5区・7区・10区・11区・原市1区・2区